# VideoScribe
VideoScribe és un programari per crear animacions automàticament.
Va ser llançat l'any 2012 des d'una empresa de Regne Unit anomenada Sparkol. A l'abril del 2014 ja tenia més de 250,000 usuaris en 135 països al voltant del món.
VideoScribe és desenvolupat mitjançant Flaix d'Adobe i produeix pel·lícules en format QuickTime i vídeos de Flaix. Així doncs, els arxius de vídeo poden ser exportats a Quicktime vídeo, vídeo de Flaix o seqüències d'imatge (JPEG o PNG).
A l'abril del 2013, alguns nens i nenes americans van utilitzar VideoScribe per crear un missatge per Barack Obama, suplicant al president que restablís la seva gira amb la Casa Blanca després que aquesta fos cancel·lada a causa de retallades del pressupost federal. El canceller del Regne Unit George Osborne, va explicar amb VideoSribe la Spending Round a la pàgina web del Govern britànic el juny del 2013. El mes següent, VideoScribe va ser recomanat en la pàgina web de Notícia de la BBC. L'aplicació de VideoScribe per l'iPad va guanyar el premi a la millor Tableta/Mòbil B2B el 2013 als Premis de MOMA després de ser nominat a tres categories. Mashable ha utilitzat VideoScribe per fer diversos vídeos amb explicacions per la seva pròpia pàgina web.
VideoScribe està disponible com a versió d'Escriptori, com a aplicació per a un iPad i com aplicació per a un Androide al Google Play. Es pot provar la versió d'escriptori durant set dies de manera gratuita. Després d'aquest temps, els usuaris poden comprar el VideoScribe Pro de manera mensual, anual mitjançant una sola subscripció que servirà per sempre, la qual dona drets als usuaris per a fins comercials. Hi ha multi-descomptes si es compra per fins d'empresa o educatius.